# Dobos István (lelkész)
Dobos István (Debrecen, 1753. november 11. – Óbuda, 1831. február 26.) református lelkész.

## Élete
Református nemesi származású családban született. Apja Dobos István, anyja Mészáros Judit volt. Lelkész volt 1787-től haláláig Óbudán és Pomázon, ki az 1791. országgyűlésen mint janitor vett részt. 1828–1831 között a Pesti Egyházmegye esperese. Halála után az óbudai prédikátorságban litterati Mádi Erzsébettől származó fia, Dobos János követte. Az egyházi irodalomnak munkása volt, írja róla az Új Magyar Athenás és Schedius Verzeichnissa, melyben a század elején élt magyar írók névsora közöltetik, de munkáit egyik sem említi. Halálának idejét Szathmári Pap Zsigmond jegyezte fel, kinek kézirata a kolozsvári egyetemi könyvtárban van.